# 羅厄爾峰
羅厄爾峰（英語：Rowell Peak），是南極洲的山峰，位於維多利亞地的彭內爾海岸，屬於鮑爾斯山脈中蘭特曼山脈的一部分，海拔高度1,725米，現時由南極條約體系管理。